# I, Monarch
I, Monarch è il terzo album degli Hate Eternal, pubblicato nel 2005.

## Tracce
1. Two Demons – 3:55
2. Behold Judas – 4:21
3. The Victorious Reign – 3:38
4. To Know Our Enemies – 4:15
5. I, Monarch – 4:37
6. Path to the Eternal Gods – 3:28
7. The Plague of Humanity – 4:02
8. It Is Our Will – 4:41
9. Sons of Darkness – 4:56
10. Faceless One – 4:39